# تد وی. میکلس
تد وی. میکلس (انگلیسی: Ted V. Mikels؛ ‏ ۲۹ آوریل ۱۹۲۹ – ۱۶ اکتبر ۲۰۱۶) یک تهیه‌کننده فیلم، کارگردان فیلم، فیلم‌نامه‌نویس، هنرپیشه اهل ایالات متحده آمریکا بود. وی یک فیلم‌ساز مستقل در زمینهٔ فیلم‌های ترسناک و کالت بود.
از فیلم‌ها یا مجموعه‌های تلویزیونی که وی در آن‌ها نقش داشته‌است می‌توان به مبارز سرخ‌پوست، دختری با چکمه‌های زرین و مجلس عیاشی مردگان اشاره نمود.